# Almut Berg
Almut Berg (* 16. August 1938 in Berlin; † 21. Januar 2022) war eine deutsche Schauspielerin.

## Leben
Almut Berg wuchs vorwiegend bei ihren Großeltern in München auf. Nach ihrem Schulabschluss nahm sie ab 1956 privaten Schauspielunterricht bei Friedrich Domin. Bereits zwei Jahre später gab sie ihr Debüt in dem US-amerikanischen Historienfilm Die Wikinger. An die winzige Rolle war sie über Kirk Douglas gekommen, dem sie Ende der 1950er Jahre auf dem Bavaria-Filmgelände vorgestellt worden war. Es folgten Auftritte in den beiden Kriminalfilmen Die rote Hand und Bankraub in der Rue Latour. Ihre wohl bekannteste Rolle hatte sie 1970 als Urlaubsflirt „Clementine“ in der Heinz-Erhardt-Komödie Das kann doch unsren Willi nicht erschüttern, wo die mit einer Körpergröße von 1,81 m äußerst stattliche Blondine zumeist leicht bekleidet zu sehen war. 1973 erhielt sie die Gelegenheit, in den von Bond-Regisseur Terence Young inszenierten Abenteuerfilm Le guerriere dal seno nudo mitzuwirken, der jedoch nie in die deutschen Kinos gelangte. 1974 folgten Auftritte in dem italienischen Trashfilm Supermänner gegen Amazonen und in der Komödie Zwei Rebläuse auf dem Weg zur Loreley. 1977 beendete sie ihre kontinuierliche Filmtätigkeit.
Erst nach 25 Jahren trat sie wieder vor die Kamera und war jeweils in einer Folge der beiden Krimireihen Der Alte und Mit Herz und Handschellen zu sehen. Almut Berg lebte in München. Sie starb am 21. Januar 2022.

## Filmografie
- 1958: Die Wikinger (The Vikings)
- 1960: Die Rote Hand
- 1961: Bankraub in der Rue Latour
- 1961: Immer wenn es Nacht wird
- 1965: Die Gäste des Felix Hechinger: Der Test (Fernsehserie)
- 1970: Das kann doch unsren Willi nicht erschüttern
- 1973: Le guerriere dal seno nudo
- 1974: Supermänner gegen Amazonen (Superuomini, superdonne, superbotte)
- 1974: Zwei Rebläuse auf dem Weg zur Loreley
- 1975: Der Stechlin (Fernsehfilm)
- 1977: Freude am Fliegen
- 2002: Der Alte: Kein Tag zum Sterben (Krimiserie)
- 2002: Mit Herz und Handschellen (Fernsehserie)